# Großmäuliger Büffelfisch
Der Großmäulige Büffelfisch (Ictiobus cyprinellus) ist, wie sein kleinerer Verwandter, der Kleinmäulige Büffelfisch (I. bubalus), ein in Nordamerika weit verbreiteter Süßwasserfisch aus der Familie der Saugkarpfen.

## Verbreitung
Die Fischart ist vom Red River und dem Milk River in Manitoba und Saskatchewan/Kanada, von den Großen Seen bis zum Ohio River und südlich des Mississippi in Texas, Louisiana und Alabama beheimatet.
Von seinem Ursprungsgebiet wurde er in zahlreiche US-amerikanische Bundesstaaten wie z. B. Iowa, North Dakota, South Dakota, Oklahoma, Arizona  und Arkansas eingeführt. Auch in Kalifornien wurden Großmäulige Büffelfische in ein Aquädukte-System eingebracht.
Der Großmäulige Büffelfisch lebt im stehenden oder langsam fließenden Wasser großer Flüsse, Altarmen, Staubecken oder flacher Seen mit überfluteter Vegetation und schlammigem Grund. Teilweise kommt er auch in Sümpfen vor, da er niedrige Sauerstoffgehalte im Wasser toleriert.

## Beschreibung
Ictiobus cyprinellus hat eine matte olivbraune Färbung und dunkle Flossen. Wie andere Saugkarpfen besitzt er eine lange Rückenflosse, im Gegensatz zu anderen Arten jedoch ein endständiges Maul. Der Bigmouth Buffalo wird durchschnittlich 35 Zentimeter lang, bei idealen Lebensbedingungen bis 120 Zentimeter und 29 Kilogramm schwer.
Der IGFA-Rekordfisch wurde in Bastrop nördlich von Monroe/Louisiana gefangen und wog 31,9 Kilogramm bei einer Länge von 123 Zentimetern.
Im Einzelfall kann er bei entsprechenden Umweltfaktoren bis 20 Jahre alt werden.

## Lebensweise
Im Frühjahr bei steigenden Wassertemperaturen von April bis Juni wandert der Großmäulige Büffelfisch flussaufwärts zu seinen Laichgebieten, wo die Fischeier auf Wasserpflanzen anhaften.  Dabei werden bis maximal 250.000 Fischeier pro Rogner produziert. Die Geschlechtsreife wird mit ca. 2 Jahren erreicht. Erwachsene Tiere können ähnlich wie Karpfen bis 20 Jahre alt werden.
Anders als Ictiobus bubalus und Ictiobus niger ernährt sich Ictiobus cyprinellus von Zooplankton, welches er mit Hilfe seiner Kiemenreuse herausfiltert. Er hält sich bevorzugt in Grundnähe auf und verursacht durch Auf- und Ab-Bewegungen Wasserverwirbelungen, die das Plankton in sein Maul befördern. 
Er bevorzugt warmes Wasser mit Temperaturen von 22 bis 38 °C, die Wassertemperaturen sollten 26 °C allerdings nicht übersteigen, um eine Entwicklung der Fischeier nicht zu beeinträchtigen. Da beide Arten denselben Lebensraum bewohnen, kommt es häufig zu Hybridisierung zwischen Ictiobus cyprinellus und Ictiobus bubalus.

## Nutzung
Im seichten Wasser wird der Großmäulige Büffelfisch häufig Beute bei dem in den USA weit verbreiteten Speerfischen. Berufsfischer fangen ihn mit Treibnetzen, Stellnetzen und Schleppnetzen. Obwohl sein Fleisch relativ viele kleine Gräten aufweist, ist es aufgrund seines Wohlgeschmacks sehr beliebt.
Die Haltung in Aquakultur gilt als relativ unproblematisch. 
Die Bestände des Großmäuligen Büffelfischs werden als nicht gefährdet eingestuft.  Teilweise vermehren sie sich so stark, dass beispielsweise im Lake Heron in Minnesota elektrische Barrieren errichtet wurden, um ihre weitere Ausbreitung zu verhindern.
Als Sportfisch wird er teilweise sehr geschätzt.